# Paulette McDonagh
Paulette de Vere McDonagh (Sydney, 11 giugno 1901 – Sydney, 30 agosto 1978) è stata una regista e sceneggiatrice australiana.
Paulette McDonagh lavorava abitualmente in collaborazione con le sue sorelle Phyllis e Isabella (nome d'arte: Marie Lorraine). Nel 1933 era annoverata fra le sole 5 donne registe esistenti al mondo.
Ad un certo punto della loro carriera fu offerto alle sorelle di recarsi ad Hollywood. "La Fox ci ha proposto di mandarci a prelevare. Ma noi" ha riferito Phyllis McDonagh, "eravamo ragazze sensate. Ci siamo sedute per discuterne e ne è saltato fuori che saremmo finite come pesci piccoli in un grande lago. In patria, invece, avevamo lavoro e una reputazione."

## Biografia
Paulette McDonagh è nata a Sydney, terza di sette figli di Annie Jane (Anita) Amora e John Michael McDonagh.
Ha frequentato la scuola cattolica Kincoppal School, di Elizabeth Bay (Sydney).
Socia in affari con le sue sorelle, ha lavorato nell'industria cinematografica australiana durante gli anni 1920 e 1930. Paulette, la più giovane delle tre, si occupava di soggetto, sceneggiatura e regia, Phyllis gestiva l'aspetto promozionale e di produzione, Isabella era l'attrice protagonista. Cresciuta in una famiglia benestante e favorevole alle arti, la loro casa d'abitazione, con i suoi antichi mobili e i colori sgargianti, forniva la location adatta per la maggior parte dei suoi film.
Il suo primo film, Those Who Love (1926) è stato finanziato privatamente dalla famiglia McDonagh. Le tre sorelle avevano ingaggiato il regista P.J. Ramster, maestro di recitazione di Paulette, per realizzare il film, ma, a seguito di contrasti creativi, Paulette stessa si è occupata della regia. L'essersi assunta questo rischio si è dimostrata alla fine una mossa positiva, quando il periodico Everyone's ha dedicato al film una recensione entusiastica: "È stato un incredibile trionfo, e pare essere il miglior film che sia mai apparso sugli schermi australiani. Una ragazza di Sydney rivela una grande capacità istrionica; la sua splendida prestazione sta alla pari con quelle delle migliori star a livello mondiale."
Nell'onda del successo economico di Those Who Love, Paulette McDonagh, sempre in collaborazione con le sue sorelle, ha proseguito alla realizzazione dei due successivi film, The Far Paradise (1928) e The Cheaters (1930). The Far Paradise è stato un successo di botteghino ed è stato acclamato anche per i suoi aspetti artistici influenzati| non solo dalla tradizione filmica australiana, ma anche dal film sentimentale hollywoodiano e dall'espressionismo tedesco.
Le influenze della commedia sentimentale permettevano ad Isabella una recitazione in qualche modo calcata, mentre Phyllis e Paulette creavano scene di lunga durata in cui la sorella potesse esibirsi da sola. Il modello di eroina cui si ispirava il personaggio di Isabel era differente da quello allora in voga. Paulette concepiva per lei scene nella quale ella doveva fare delle effrazioni in abitazioni e svaligiare casseforti. Ai tempi non era consueto vedere una donna sullo schermo compiere tali atti, ma ciò conferiva una certa profondità ai film e conquistava una nutrita schiera di ammiratori. Nonostante la scarsità dei budget, Paulette riusciva a dare vita a intrecci sentimentali che comprendevano storie d'amore, sacrificio, e conflitto generazionale.
Quando Isabella e Phyllis, per motivi vari, si sono ritirate dall'industria cinematografica, Paulette ha cercato di proseguire, ma, non trovando produttori o attori, ha finito col desistere. Terminata la carriera cinematografica, Paulette McDonagh ha continuato a vivere coi suoi fratelli minori.

## Filmografia

### Regista
- Those Who Love (1926)
- The Far Paradise (1928)
- The Cheaters (1930)
- Australia in the Swim (1931) - documentario
- How I Play Cricket (1931) – documentario
- The Mighty Conqueror (1932) – documentario
- The Trail of the Roo (1932) – documentario
- Two Minutes Silence (1933)

### Attrice
- The Mystery of the Hansom Cab, regia di Arthur Shirley (1925)

## Riconoscimenti
Paulette McDonagh è stata insignita, nel 1978, insieme alle sorelle Phyllis e Isabel, del Longford Lyell Award, conferito dall'Australian Academy of Cinema and Television Arts. Nel 2001 è stata inserita, in memoriam, nell'australiano Victorian Honour Roll of Women nel 2001.